# Nigerská kuchyně

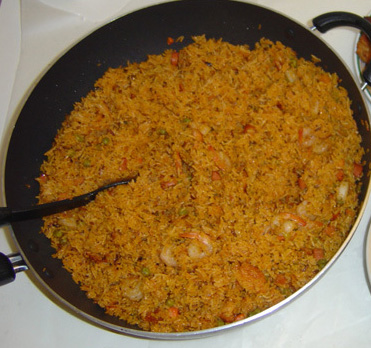
Jollof rice

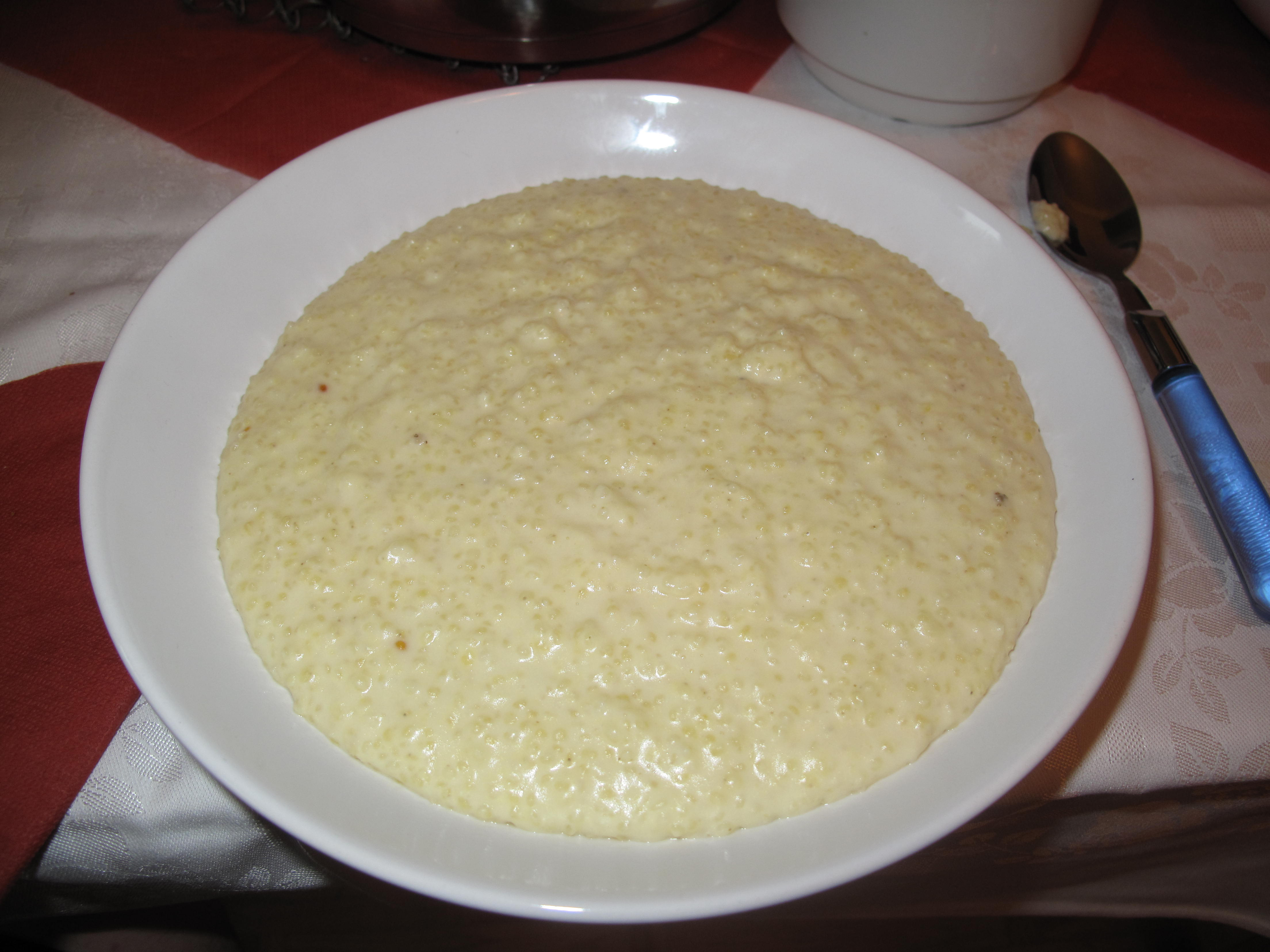
Jáhlová kaše

Nigerská kuchyně je tradiční kuchyní západoafrického státu Niger. Tato kuchyně používá velké množství koření, grilovaného masa, salátů nebo omáček. Mezi základní potraviny v Nigeru patří jáhly, rýže, maniok, čirok, kukuřice nebo fazole. V menší míře je rozšířen též kuskus. Používá se také maso nebo moringa.

## Koření
Nigerská kuchyně převzala mnoho koření z arabské kuchyně, například zázvor, muškátový oříšek, skořice, šafrán nebo hřebíček. Běžně se také používají různá pálivá koření.
Marinování masa je v Nigeru též rozšířeno.

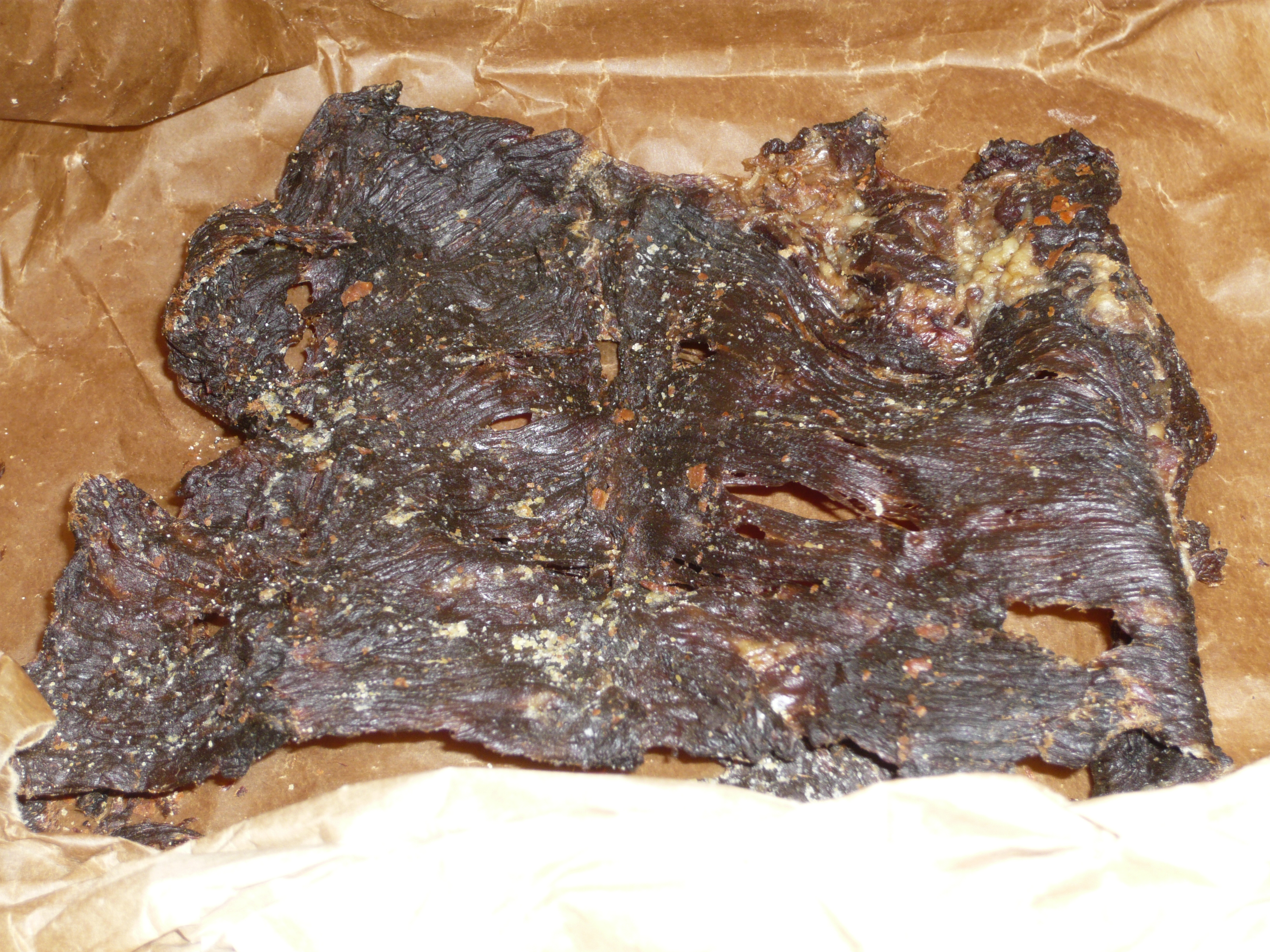
Kilishi

## Příklady nigerských pokrmů
- Jáhlová kaše
- Rýžový kuskus, v Nigeru zvaný Dambou
- Jollof rice, rýžový pokrm podobný španělské paelle, rozšířený po celé západní Africe
- Omáčka efo
- Smažené plantainy, v Nigeru zvané dodo
- Kilishi, sušené maso (jerky) typické pro kmen Hausů. Jedná se o velké (někdy až 1 metr) pláty masa (nejčastěji hovězí, skopové nebo kozí), které jsou ochuceny pastou z arašídů zvanou labu. Rozšířené též v Nigérii.
- Suya, druh špízu rozšířený též v severní Nigérii
- Kuli-kuli, pokrm z arašídů, oleje, soli a koření